# Batalla de Notio
La batalla de Notio (o Éfeso) en 406 a. C., fue una victoria naval espartana en la guerra del Peloponeso. Antes de la batalla, el estratego ateniense Alcibíades, dejó a su timonel, Antíoco, al mando de la flota ateniense, que estaba bloqueando a la flota espartana en Éfeso. En violación de sus órdenes, Antíoco intentó atraer a los espartanos a la batalla tentándolos con una pequeña fuerza como señuelo. Su estrategia fracasó, y los espartanos bajo el mando de Lisandro, consiguieron una pequeña victoria, pero simbólicamente importante, sobre la flota ateniense. Esta victoria tuvo como consecuencia la caída de Alcibíades y dejó claro que Lisandro era un comandante que podía derrotar a los atenienses en el mar.

## Preludio
En 407 a. C., Lisandro fue nombrado navarco (comandante) de la flota espartana. Reunió una flota y navegó al este a través del Egeo, desde Esparta y finalmente alcanzó Éfeso, donde estableció su base, donde dispuso de 70 trirremes, incrementadas con 90 más gracias al esfuerzo naval de Éfeso.

En Éfeso, estableció relaciones diplomáticas con Ciro el Joven, un príncipe persa. Lisandro estableció una amistad personal con Ciro, y el príncipe acordó proveer fondos para aumentar la paga de los remeros espartanos a 4 óbolos diarios. con este incremento de fondos, la flota espartana pudo atraer a experimentados remeros de la flota ateniense.
Alcibíades necesitaba forzar una batalla con Lisandro, y condujo su flota a Notio, donde vigiló estrechamente a la flota espartana. Falló en su intento de atraer a Lisandro a una batalla. Por consiguiente, Alcibíades navegó al norte con unos pocos barcos para ayudar a Trasíbulo en el asedio de Focea. La mayoría de la flota fue puesta bajo el mando del kybernetes (timonel) de Alcibíades; 80 barcos permanecieron en Notio tras la partida de Alcibíades. Una flota de este tamaño, tradicionalmente, habría sido mandada por varios generales, o al menos por un trierarca. La poco convencional decisión de Alcibíades ha sido fuertemente criticada por los autores antiguos y modernos. Alcibíades, le dio una simple orden a Antíoco, que así se llamaba el kybernetes: "No atacar a los barcos de Lisandro." Por alguna razón, decidió no obedecer esta orden e intentó llevar a cabo una estratagema que pensó daría la victoria a los atenienses.

## La batalla
Buscando atraer a una batalla a los espartanos, Antíoco navegó hacia Éfeso con 10 trirremes. Su plan era conducir a los peloponesios a mar abierto en persecución de una pequeña escuadra y después, con el resto de la fuerza ateniense, podrían conseguir una emboscada. Este plan era muy similar al que se produjo en la contundente victoria ateniense en Cícico, pero las condiciones en Notio eran completamente diferentes a las de aquella batalla. El barco de Antíoco fue hundido y él muerto, debido a un repentino ataque espartano; el resto de los nueve barcos del señuelo fueron cazados precipitadamente de vuelta a Notio, donde la principal fuerza ateniense fue capturada, desprevenida por la repentina llegada de toda la flota espartana. En la subsiguiente batalla, 15 trirremes atenienses fueron capturados y siete más fueron hundidos. Los espartanos navegaron de vuelta a Éfeso, habiendo obtenido una inesperada victoria, mientras que los atenienses volvieron a Notio a reagruparse.

## Consecuencias
Al recibir las noticias de la batalla, Alcibíades levantó el asedio de Focea y regresó al sur para reforzar la flota de Notio; esto restauró la igualdad numérica entre las dos flotas. Más los intentos de atraer a Lisandro a una batalla fueron infructuosos.
La derrota de Notio provocó la caída de Alcibíades de la escena política ateniense. Restaurado tras la victoria de Cícico, fue puesto al mando con grandes expectativas. Cuando el nada ortodoxo nombramiento de Antíoco desembocó en una turbia derrota, los enemigos políticos de Alcibíades estuvieron de suerte, y fue quitado del cargo. Nunca regresó a Atenas, navegó al norte y desembarcó en su posesión del Quersoneso Tracio; excepto por una breve aparición en Egospótamos no participó más en la guerra.
El mando de ambas flotas cambió de manos tras Notio. Debido a la limitación temporal del cargo de navarca, Lisandro fue reemplazado por Calicrátidas. En el lado ateniense, la caída de  Alcibíades arrastró a sus amigos Trasíbulo y Terámenes y el mando fue dado a Conón. 
Durante el siguiente año, las flotas chocaron dos veces, primero en una batalla donde Conón fue derrotado y Calicrátidas atrapó a los atenienses en Mitilene; una flota de socorro ateniense derrotó decisivamente a la espartana y causó la muerte de Calicrátidas en Arginusas.

Estas victorias atenienses resultaron inútiles, ya que en 405 a. C., Lisandro volvió extraoficialmente a ejercer el mando y destruyó a la flota ateniense en Egospótamos, terminando así la guerra.
Notio, aunque no muy importante en el número de barcos ganados o perdidos por cada bando (las ganancias hechas por la flota espartana fueron más que las pérdidas en su derrota en Arginusas), tuvo el importante efecto de relanzar la carrera militar de Lisandro y terminar con la de Alcibíades. Lisandro pudo acabar con el imperio ateniense y competir durante varios años por el gobierno del imperio espartano; Alcibíades, mientras tanto, sería asesinado en 403 a. C., sin haber regresado a su ciudad natal nunca más. Donald Kagan, ha sugerido que el efecto más importante de la batalla en el bando ateniense fue el retiro del mando de Trasíbulo, el talentoso comandante que había ayudado a planear todas las victorias navales atenienses de 411 y 410 a. C.
Notio, aunque no decisiva en sí misma, tuvo importantes ramificaciones políticas, y tuvo un papel importante en determinar quién dirigiría las fuerzas de Atenas y Esparta en las venideras batallas decisivas de la guerra.